# Kristina Bedeč
Kristina Bedeč (en serbio: Кристина Бедеч; 20 de noviembre de 1986) es una deportista serbia que compite en piragüismo en las modalidades de aguas tranquilas y maratón.
Ganó una medalla de plata en el Campeonato Mundial de Piragüismo de 2015 y una medalla de oro en el Campeonato Europeo de Piragüismo de 2016, ambas en la prueba de K1 1000 m. Además, obtuvo dos medallas de plata en el Campeonato Europeo de Piragüismo en Maratón, en los años 2023 y 2024.

## Palmarés internacional
| Campeonato Mundial | Campeonato Mundial | Campeonato Mundial | Campeonato Mundial |
| Año                | Lugar              | Medalla            | Competición        |
| ------------------ | ------------------ | ------------------ | ------------------ |
| 2015               | Milán (Italia)     | Medalla de plata   | K1 1000 m          |
| Campeonato Europeo |                    |                    |                    |
| Año                | Lugar              | Medalla            | Competición        |
| 2016               | Moscú (Rusia)      | Medalla de oro     | K1 1000 m          |

| Campeonato Europeo | Campeonato Europeo       | Campeonato Europeo | Campeonato Europeo |
| Año                | Lugar                    | Medalla            | Competición        |
| ------------------ | ------------------------ | ------------------ | ------------------ |
| 2023               | Slavonski Brod (Croacia) | Medalla de plata   | K1 (DC)            |
| 2024               | Poznań (Polonia)         | Medalla de plata   | K1 (DC)            |